# 李韩烈
李韓烈（韓語：이한열，1966年8月29日—1987年7月5日），韓國學生運動家，全羅南道和順郡出身，1986年入讀延世大学經營學系。1987年1月14日開始投入朴鍾哲拷問致死事件的抗議行動。1987年6月9日在延世大學正門參與示威時，被警方發射的催淚彈SY-44擊中後腦，約1個月後的7月5日02時05分死亡，成為韓國六月民主抗爭激化的原因。李氏與1960年四·一九運動前身亡的中學生金朱烈同為韓國民主運動史上兩位引發民主化轉捩點的催淚彈致死者。
2004年6月，位於漢城（今首爾）麻浦區的李韓烈紀念館完工，2005年6月9日開館。

## 相關影視作品
- 《1987：黎明到來的那一天》，2017年韓國電影，由姜棟元飾演李韓烈。

## 參看
- 朴鍾哲
- 全国民族民主遺家族協議会（遺家協）
- 姜慶大（朝鲜语：강경대）

## 外部連結
- 남조선단체 성원들과 대학생들 리한렬렬사 추모식 （页面存档备份，存于） 
- 신촌에 '이한열 기념관'이 있다고? - 오마이뉴스 （页面存档备份，存于） 
- 全国民族民主遺家族協議会学生烈士一覧：李韓烈事件概要 （页面存档备份，存于）